# AppleTalk Filing Protocol
AppleTalk Filing Protocol eller blot Apple Filing Protocol (AFP) er en netværksprotokol som tilbyder filservices for Mac OS X og Classic Mac OS.
| Operativsystem | Spire Denne artikel relateret til styresystemer er en spire som bør udbygges. Du er velkommen til at hjælpe Wikipedia ved at udvide den. |